# Andrew White
Andrew J. White III (ur. 16 czerwca 1993 w Richmond) – amerykański koszykarz, występujący na pozycji niskiego skrzydłowego.
2 sierpnia 2018 został zawodnikiem tureckiego Afyon Belediye.
11 grudnia 2020 został zawodnikiem New York Knicks. Dzień później został zwolniony.

## Osiągnięcia
Stan na 15 grudnia 2020, na podstawie, o ile nie zaznaczono inaczej.
NCAA
- Uczestnik:
  - rozgrywek Sweet Sixteen turnieju NCAA (2013)
  - turnieju NCAA (2013, 2014)
- Mistrz:
  - turnieju konferencji Big 12 (2013)
  - sezonu zasadniczego Big 12 (2013, 2014)
- Zaliczony do:
  - III składu ACC (2017)
  - składu All-Big Ten Honorable Mention (2016)
- Lider konferencji ACC w[5]:
  - skuteczności rzutów za 3 punkty (40,3% – 2017)
  - liczbie celnych rzutów za 3 punkty (112 – 2017)
  - średniej minut spędzanych na parkiecie (37,2 – 2017)